# Athanasius Kircher
Athanasius Kircher, magyarosan Kircher Atanáz (Geisa (Fulda mellett), 1602. május 2. – Róma, 1680. október 30.) német származású tudós, polihisztor.

## Életútja
1618-ban a jezsuiták rendjébe lépett. A würzburgi egyetemen a matematika, filozófia, a héber és a szír nyelvek tanára volt. 1635-ben a harmincéves háború zavarai előtt Avignonba vonult. A pápa Rómába hívta, ahol a Collegio Romanoban matematikát és héber nyelvet tanított. Kircher Rómát többé el nem hagyta, és később ott hivatalos foglalkozás nélkül élt. Kircher polihisztor volt, aki filozófiáról, matematikáról, fizikáról, csillagászatról vagy természetrajzi dolgokról épp oly szakismerettel írt, mint a hieroglifekről és archeológiai tárgyakról. A magyarországi elittel (Lippay György esztergomi érsek, Nádasdy Ferenc országbíró) is kapcsolatot tartott, akiknek műveket dedikált, a jezsuita rendházakban pedig többen leveleztek vele.

## Művei
- Ars magna lucis et umbrae (Róma 1646)
- Magnes sive de arte magnetica opus tripartitum (uo. 1641)
- Pantometrum Kircherianum (Würzburg 1660)
- Musurgia universalis (Róma 1650)
- Iter exstaticum coeleste (uo. 1656)
- Iter exstaticum terrestre (uo. 1657)
- Mundus subterraneus, in quo universae naturae majestas et divitiae demonstrantur (Amsterdam 1664)
- Oedipus aegyptiacus (Róma 1652-1655)
- China Illustrata (Amsterdam 1667)
- Polygraphica seu artificium linguarum (Róma 1663)